# 倉内康治
倉内 康治（くらうち　こうじ、1962年1月 – ）は、日本の防衛官僚。

## 人物
愛知県出身。愛知県立旭丘高等学校を経て、京都大学法学部卒業。コロンビア大学大学院卒業（修士）。

## 略歴
出典:
- 1987年　防衛庁入庁　防衛局調査2課
- 2002年　防衛施設庁施設部施設取得課移転調整室長
- 2004年　防衛研究所企画室企画官
- 2005年　人事教育局人事第一課服務企画室長
- 2006年　防衛政策局調査課情報保全企画室長
- 2008年　防衛政策局国際政策課長
- 2009年　内閣官房内閣参事官
- 2011年　情報本部情報保全官
- 2012年　情報本部情報官
- 2015年　防衛装備庁長官官房総務官
- 2017年　東海防衛支局長
- 2018年　大臣官房審議官（併）情報本部副本部長
- 2019年　内閣衛星情報センター管理部長
- 2021年　防衛省出向